# Stazione di Bassano del Grappa
La stazione di Bassano del Grappa è una stazione ferroviaria della ferrovia Trento-Venezia a servizio dell'omonima città, dalla quale si dirama la linea per Padova. Data la suddivisione della ferrovia Trento-Venezia in due relazioni distinte, la stazione di Bassano del Grappa risulta essere termine corsa per le relazioni Bassano del Grappa-Padova, Bassano del Grappa-Venezia Santa Lucia e Bassano del Grappa-Trento.

## Storia
L’apertura della stazione avvenne nel 1877 con l’attivazione della linea ferroviaria Bassano-Padova, gestita dalla Società Veneta. Il 15 luglio 1908 venne attivata la linea Mestre-Bassano, gestita dalla SIFV, che passava per la stazione di Bassano; l'utilizzo della stazione, della quale la gestione era stata presa in carico nel 1906 da FS, divenne così condiviso fra le due amministrazioni. Dal 1911 la gestione della stazione passò totalmente in mano alle Ferrovie dello Stato.
Sin dal periodo antecedente la prima guerra mondiale, la stazione fu connessa con la tranvia Vicenza-Bassano del Grappa; dalla soppressione della linea (avvenuta nel 1961) è attivo un servizio autobus sul medesimo percorso.  Da settembre 2021 la città è nuovamente raggiungibile in treno da Vicenza con 5 collegamenti diretti giornalieri (via Cittadella)

## Strutture e impianti
Il fabbricato viaggiatori è strutturato su due piani: il primo è adibito ad uso ferroviario mentre il secondo ad abitazione privata.
All'interno del complesso ferroviario sono presenti anche:
- una mensa per il dopolavoro ferroviario (a nord del fabbricato viaggiatori);
- una colonna idraulica, utilizzata per i servizi storici con locomotive a vapore (sul lato sud).
- una piattaforma girevole, non utilizzata

I binari sono 8, 3 dei quali privi di marciapiede per servizio viaggiatori e usati per il ricovero del materiale rotabile. I binari 1-5 sono raggiungibili tramite sottopassaggio dotato di ascensori. Il binario 1 è protetto da una pensilina in metallo che ricorda quelle presenti in alcune stazioni del tratto Bassano-Trento; dopo i lavori di riqualificazione, terminati a inizio 2018, anche i binari dal 2 al 5 sono protetti da delle pensiline bianche in metallo.
Nel novembre 2003 fu attivata la linea aerea di alimentazione dei 5 binari passanti della stazione, nell'ambito dell'elettrificazione della tratta da Bassano del Grappa a Castelfranco Veneto (Ferrovia Venezia-Trento).
Il 13 dicembre 2020 è stata inaugurata al servizio commerciale l'elettrificazione della tratta da Bassano del Grappa a Camposampiero (ferrovia Padova-Bassano).

## Movimento
La stazione è servita dai treni regionali svolti da Trenitalia nell'ambito del contratto di servizio stipulato con la Regione Veneto e strutturati secondo quanto previsto dal Sistema Ferroviario Metropolitano Regionale, nonché i servizi regionali svolti da Trentino Trasporti nell'ambito del contratto di servizio stipulato con la Provincia autonoma di Trento.
Perciò le relazioni sono così distinte:
- Tratta Bassano del Grappa-Venezia Santa Lucia: svolta da Trenitalia con ETR 343 ed ETR 360, concessi da Sistemi Territoriali in comodato d’uso gratuito;
- Tratta Bassano del Grappa-Trento: svolta in prevalenza da Trentino Trasporti Esercizio (e in minor parte da Trenitalia) con ALn501 “Minuetto” nelle corrispondenti livree;
- Tratta Bassano del Grappa-Padova: inizialmente svolta da Trenitalia con ALn668 serie 3100, ATR 220 Tr e con locomotori D445 trainanti 5 o 6 carrozze MDVC e/o carrozze MDVE. Dopo l'elettrificazione completa della linea (dicembre 2021) sono entrate in servizio le locomotive a trazione elettrica E464 trainanti 5 o 6 carrozze MDVC e/o carrozze MDVE; dalla seconda metà del 2022 sono in servizio nella linea i nuovi elettrotreni Hitachi Rock e gli elettrotreni ETR 360 che gradatamente stanno rimpiazzato i convogli precedentemente usati.

Da settembre 2021 la città è nuovamente raggiungibile in treno da Vicenza con 5 collegamenti diretti giornalieri (via Cittadella).

## Servizi
La stazione, che RFI classifica nella categoria silver, dispone di:
- Bar
- Biglietteria a sportello
- Biglietteria automatica
- Ciclostazione (rastrelliera per bici scoperta)
- Parcheggio di scambio gratuito (limitato) e a pagamento "Metropark" e "Le Piazze"
- Ristorante
- Sala d'attesa
- Servizi igienici
- Sottopassaggio pedonale con ascensore (esclusivamente per disabili)

## Interscambi
Sul piazzale antistante la stazione sono presenti un parcheggio taxi e una fermata/capolinea degli autoservizi urbani. Mentre poco più a sud vi è collocata l'autostazione che possiede ulteriori fermate lungo via Chilesotti (via d'accesso alla stazione).
- Autostazione autobus urbani e extraurbani di SVT (ex FTV) / M.O.M. (ex CTM e La Marca) / Busitalia (ex SITA)
- Fermata autobus urbani Società Vicentina Trasporti
- Stazione taxi

L'autostazione di Bassano del Grappa si colloca poco più a sud nella stessa via della stazione ed è composta da 12 corsie senza copertura da intemperie ma anche da 3 fermate lungo vie de Blasi, utilizzate prevalentemente dalle linee della ex FTV ora parte di SVT. Le ultime 3 corsie tuttavia sono destinate alle linee per la provincia di Treviso gestite da MOM. Infine la linea per Padova gestita da Busitalia (ex SITA) ferma unicamente lungo via Chilesotti, la via di fronte alla stazione.